# Fonte Boa (Esposende)
Fonte Boa is een plaats (freguesia) in de Portugese gemeente Esposende en telt 1298 inwoners (2001).